# Tatsuya Tanaka
Tatsuya Tanaka (n. 27 noiembrie 1982) este un fotbalist japonez.

## Statistici
| Japonia | Japonia | Japonia |
| An      | Meciuri | Goluri  |
| ------- | ------- | ------- |
| 2005    | 2       | 1       |
| 2006    | 4       | 0       |
| 2007    | 2       | 0       |
| 2008    | 4       | 1       |
| 2009    | 4       | 1       |
| Total   | 16      | 3       |